# Под звёздами
«Под звёздами» — художественный драматический фильм, с элементами научной фантастики, снятый режиссёром Дэвидом Саперштейном. Съёмки некоторых сцен из фильма происходили в ракетно-космическом центре в Хантсвилле. Другой перевод названия на русский — По ту сторону звёзд.

## Сюжет
Эрик Майклс — шестнадцатилетний юноша, который мечтает о карьере астронавта и строит модели космических кораблей. Испытание одной из ракет оканчивается пожаром в школе, за что Эрика едва из неё не выгоняют. Чтобы замять скандал, мать отправляет парня в Портленд на время погостить к его отцу, с которым разведена. Тот, в прошлом инженер, работавший на проект «Аполлон» и уволенный по сокращению, считает увлечение сына пустой забавой и постоянно с ним ссорится.
Эрик узнаёт, что недалеко от отцовского дома на побережье живёт бывший астронавт Пол Эндрюс, встреча с которым меняет всю его жизнь. Полковник Пол Эндрюс — участник одной из экспедиций на Луну, но из-за проблем со здоровьем был вынужден уйти из космической программы НАСА. Он нелюдим и ищет утешения в спиртном, но Эрику постепенно удается наладить с ним контакт и стать настоящим другом. Напоследок Пол доверяет юноше тайну, которая не давала ему покоя много лет.

## В ролях
- Мартин Шин — Пол Эндрюс
- Кристиан Слейтер — Эрик Майклс
- Шэрон Стоун — Лори Маккол
- Оливия Д'Або — Мара Симонс
- Ф. Мюррей Абрахам — Гарри Бертрам
- Роберт Фоксуорт — Ричард Майклс